# Stadio Contador Damiani
Lo stadio Contador Damiani (in spagnolo Estadio Contador Damiani), noto comunemente come Las Acacias, è un impianto calcistico di Montevideo (Uruguay) così denominato in memoria di José Pedro Damiani, che fu tra i fondatori e presidenti del Peñarol.
Di proprietà del Peñarol, è uno tra i più antichi stadi del paese. Date, tuttavia, le sue modeste dimensioni, l'amministrazione comunale di Montevideo ha revocato ormai da qualche anno l'abilitazione dello stadio a ospitare partite di prima divisione. Il Peñarol, di conseguenza, disputa tutte le proprie gare casalinghe allo stadio del Centenario, lasciando invece il Damiani alla squadra giovanile.
Non disponendo di un proprio stadio, gioca qui le proprie gare interne anche il Coraceros, club di Segunda División Amateur.